# John Laurie Wallace
John Laurie Wallace (Garvagh, 1864 – Omaha, 30 giugno 1953) è stato un pittore irlandese naturalizzato statunitense.

## Biografia
Wallace nacque nel 1864 a Garvagh, in Irlanda, da una famiglia di origini scozzesi che emigrò negli Stati Uniti quattro anni dopo.
Studiò con Thomas Eakins all'accademia di belle arti pensilvaniana di Filadelfia. Wallace posò per alcuni dei dipinti di Eakins, come La crocifissione (1880), Arcadia (1883) e The Swimming Hole (1884-1885), oltre a dozzine di fotografie, per lo più degli studi per i suoi quadri. Nel 1881 divenne l'assistente di Eakins e, in seguito, lavorò all'istituto d'arte di Chicago.
Nel 1891, si trasferì a Omaha, nel Nebraska, per assumere la carica di direttore dell'Associazione di Arte Occidentale. Quell'organizzazione si sciolse presto, ma Wallace rimase a Omaha, dove divenne un ritrattista su commissione e un professore. Uno dei ritratti noti che furono portati a compimento da Wallace fu quello di George W. Lininger, il proprietario di una vasta collezione d'arte e di una galleria d'arte privata a Omaha che apriva regolarmente al pubblico gratuitamente. Il ritratto di Lininger rimase nella galleria del collezionista finché questa non venne chiusa e i suoi beni non vennero venduti alla fine degli anni Venti.
Morì a Omaha nel 1953, all'età di ottantanove anni, ed è sepolto al cimitero di Forest Lawn di Omaha. Nella stessa città, John Laurie Wallace è ricordato da una targa commemorativa che venne posta sul muro esterno dell'edificio nel quale aveva allestito il proprio studio, al numero 5804 di Leavenworth Street. 

## Galleria d'immagini

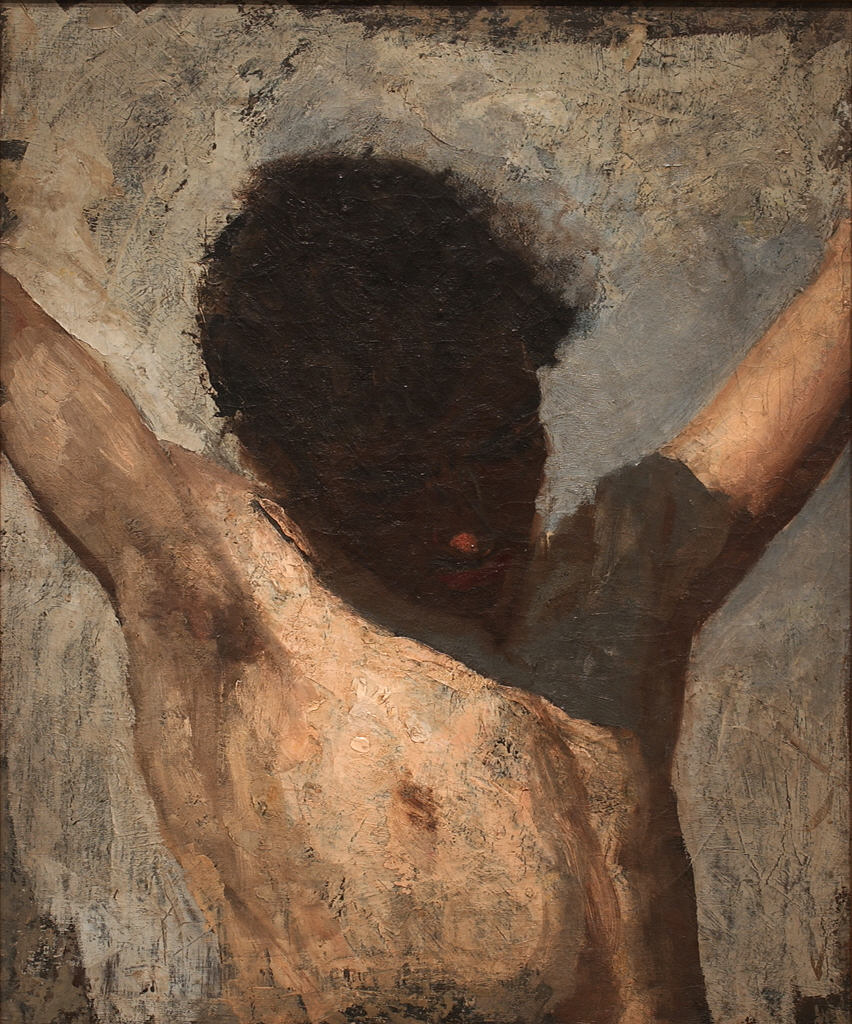
Wallace in uno studio per il dipinto La crocefissione di Eakins (1880)
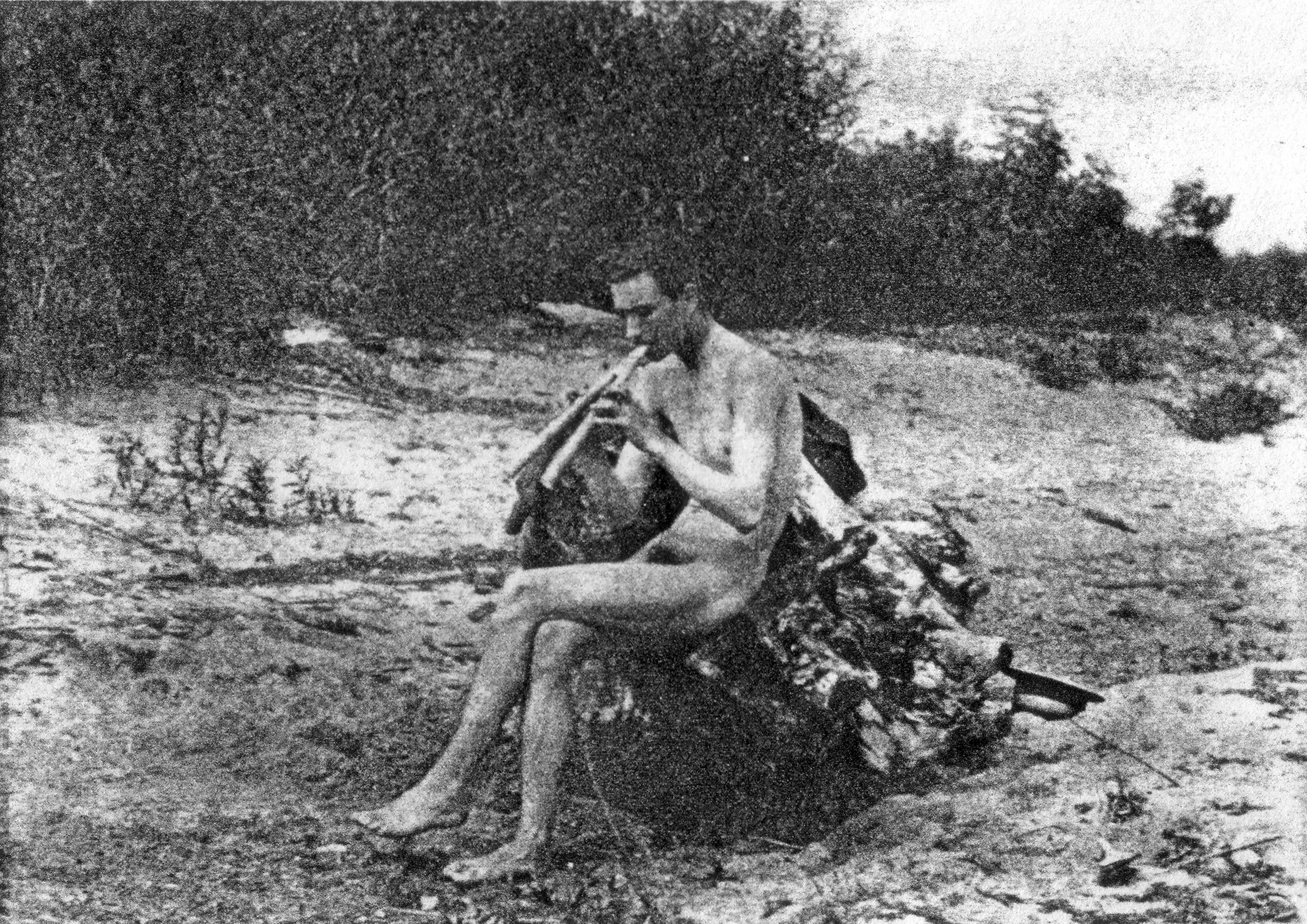
Wallace in una foto preparatoria per il quadro Arcadia di Eakins (1883)
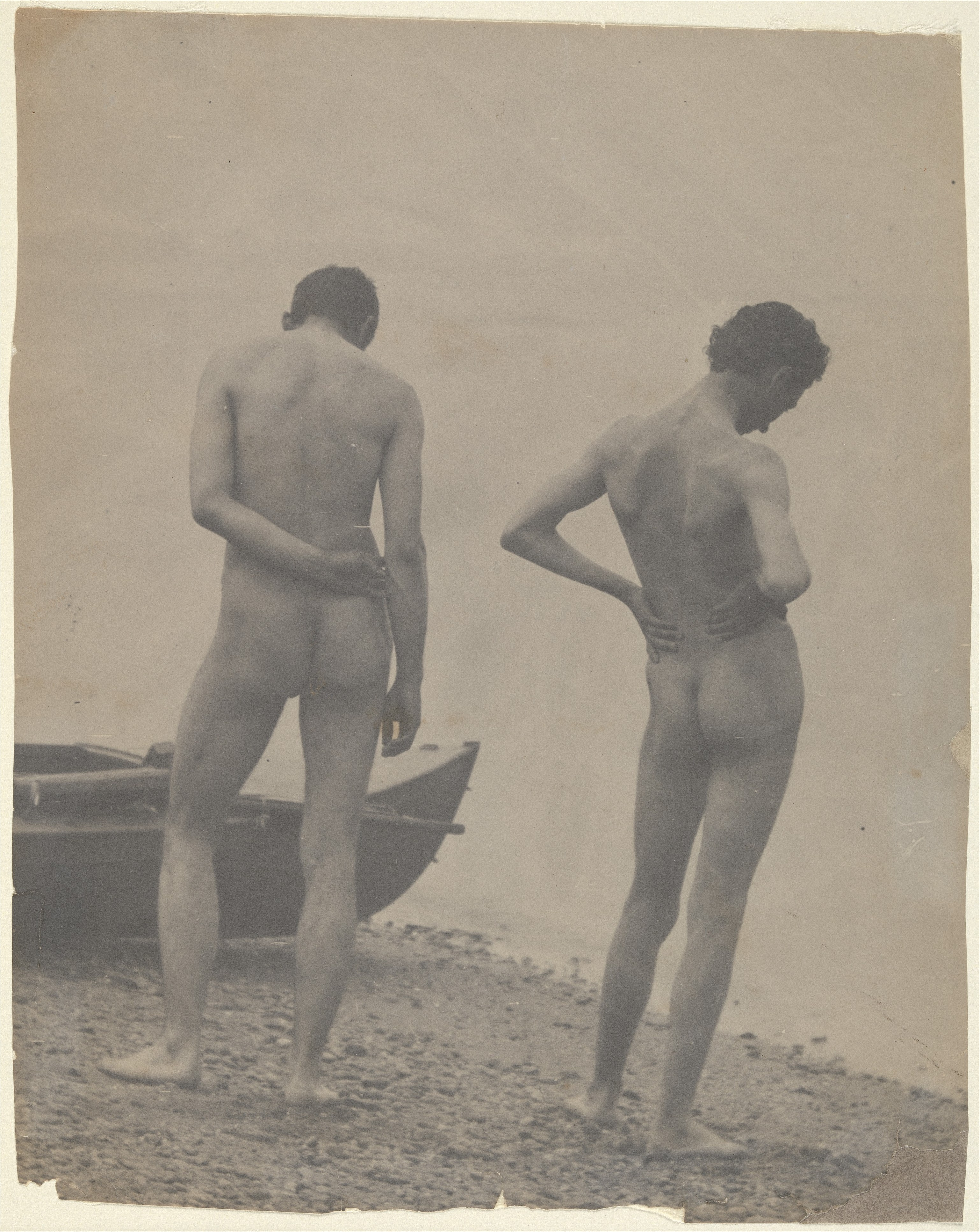
Un autoritratto di nudo di Eakins assieme a Wallace (1883 circa)